# Polonia ai III Giochi olimpici invernali
La Polonia partecipò ai III Giochi olimpici invernali, svoltisi a Lake Placid, Stati Uniti, dal 4 al 15 febbraio 1932, con una delegazione di 15 atleti impegnati in quattro discipline.